# ملفات سورية (ويكيليكس)
الملفات السورية هي مجموعة من أكثر من مليوني بريد إلكتروني بدأت الويكيليكس بنشرها ابتداءً من 5 يوليو 2012 بين شخصيات سياسية ووزارات سورية مع شركات مثل فينميكانيكا، وشركة براون لويد جيمس بدأت من أغسطس 2006 وحتى مارس 2012 .

## التسريب
بدأ تسريب الملفات يوم 5 يوليو 2012. وتحتوي قاعدة البيانات على 2,434,899 بريد إلكتروني من 680 نطاقاً. وفيها حوالي 400,000 ملف باللغة العربية و68,000 باللغة الروسية. ومن المؤسسات الإعلامية التي تعمل مع ويكيليكس في التسريب: الأخبار اللبنانية وصحيفة المصري اليوم واسبريسو الأسبوعية الإيطالية والاذاعة والتلفزيون الألمانية العامة [الإنجليزية] التابعة لكونسورتيوم إذاعة ARD وموقع المعلومات الفرنسي OWNI وموقع بوبليكو الإسباني. وقد صرحت الويكيليكس بالبداية أن وكالة أسوشيتد برس الأمريكية ستتعاون في نشر تلك التسريبات. لكن مالبث أن تم سحبت ويكيليكس هذا التصريح حيث أشار الناطق باسم الوكالة «أنها بصدد استعراض تلك الرسائل من حيث التغطية الممكنة [و]إنه لم يكن لديهم أي اتفاق مسبق في كيفية التعامل مع تلك المواد».
وفقا لتحليل الأخبار اللبنانية، فإن ملفات سوريا "تسلط الضوء-عادة بوسائل صغيرة- طبيعة السلطة خلاله والأعمال الداخلية لبعض العناصر السياسية والاقتصادية في سوريا". وجددت الأخبار ثقتها في أن "رسائل البريد الإلكتروني صحيحة، وأن المرسلين والمتلقين هم موجودون بالأساس".
أعلن نشطاء مجموعة أنونيموس بفخر أنهم حصلوا على رسائل لبريد إلكتروني وأعطوها للويكيليكس. وصرحت المجموعة أنها «عملت يوما بليلة» للوصول إلى خوادم الكمبيوتر في سوريا، وإن «البيانات التي وجدوها كانت هائلة بحيث احتاج تحميلها عدة أسابيع.» وقد أعطت مجموعة أنونيموس البيانات إلى ويكيليكس بحكم أن الويكيليكس لديها «أعلى درجة من الجاهزية للتعامل مع كشف بهذا الحجم». وصرحت المجموعة أنه طالما بقي بشار الأسد في السلطة فإنها ستواصل "تقديم المساعدة إلى الشجعان من مقاتلي الحرية والنشطاء في سوريا".

## القضايا

### فينميكانيكا
طبقا للإيميلات التي نشرتها ويكيليكس يوم 5 يوليو 2012 فإنها تتحدث عن زيادة مجموعة فينميكانيكا الإيطالية مبيعاتها من معدات الاتصال المتنقلة إلى السلطات السورية خلال 2011، وتم توصيل 500 من تلك الأجهزة إلى ضاحية المعضمية بدمشق في مايو 2011، بعد اندلاع الانتفاضة السورية، وقد أرسلت الشركة مهندسين إلى دمشق في فبراير/شباط 2012 لإعطاء تدريبات في كيفية استخدام معدات الاتصالات في مطارات الهليكوبتر بينما الانتفاضة تستعر.

### براون لويد جيمس
في مايو 2011، أرسلت شركة براون لويد جيمس للعلاقات العامة بريدا الكترونيا إلى السلطات السورية "حول كيفية خلق صورة انها تسعى الإصلاح بينما هي تقمع الانتفاضة"، ونشرتها ويكيليكس في 6 تموز. نصحت الشركة أن «إذا كانت القوة الصلبة ضرورية لقمع التمرد، فهناك حاجة إلى القوة الناعمة لطمأنة السوريين والمشاهدين في الخارج إلى أن الإصلاح يسير على قدم وساق، وتجري الاستجابة للمظالم المشروعة التي تؤخذ على محمل الجد، وأن التصرفات السورية تستهدف في نهاية المطاف خلق بيئة يمكن في خلالها التغيير والتقدم أن يحدثا». ونحن نرى أن الرئيس يحتاج إلى مزيد من التواصل ومع رسائل أكثر دقة والسيدة الأولى يجب أن تدخل في اللعبة. وهناك وضوح في غياب شخصية عامة لها شعبية ومتمكنة ومنسجمة مع آمال الشعب وتطلعاته في تلك اللحظة الحرجة، ومفتاح ذلك هو اظهار القوة والتعاطف في آن واحد". وأوصت الشركة بحملة علاقات عامة "لخلق صدى إصلاحي من خلال تطوير غطاء إعلامي خارج سوريا يشير إلى أن مهمة الرئيس الإصلاحية صعبة" وبذلك "فإن التغطية [سوف] تنتعش في الداخل السوري". وأوصت براون لويد جيمس أيضا "بمكافحة... سيل الانتقادات اليومية والأكاذيب" بواسطة "وسائل الإعلام بنظام رصد واستجابة على مدار الساعة [التي] يجب أن تكون مراكزها في مكانها بالمملكة المتحدة وأسواق العمل في الولايات المتحدة؛ و[رصد] مواقع إعلام اجتماعية و[تحدي وإزالة] المواقع المزيفة؛ الرصانة والثبات في تحديث إرسال الوثائق باستمرار بحيث تحتوي على نقاط حوار موجهة عن التطورات الأخيرة".

## التعليقات وردود الفعل
قال مدير الويكيليكس جوليان أسانج عن تلك الملفات «أنها لا تساعدنا فقط في انتقاد مجموعة أو أخرى ولكن لفهم مصالحهم وإجراءاتهم وأفكارهم، ومن خلال فهم هذا الصراع الذي نأمل أن نستطيع حله».